# 選挙制度審議会
選挙制度審議会（せんきょせいどしんぎかい）とは内閣府の審議会等で、選挙制度審議会設置法に基づいて設置された機関である。1961年に第1次審議会が設置されて以降、過去に8回設置されている。

## 概要
次に掲げる事項に関し、内閣総理大臣の諮問に応じて調査審議する。また自ら調査審議して内閣総理大臣に意見を申し出ることができる。
- 公の選挙及び投票の制度に関する重要事項
- 国会議員の選挙区及び各選挙区において選挙すべき議員の数を定める基準及び具体案の作成に関する事項（1994年以降は衆議院議員選挙区画定審議会の所掌に属するものを除く）
- 政党その他の政治団体及び政治資金の制度に関する重要事項
- 選挙公明化運動の推進に関する重要事項

## 委員
委員27人以内で組織する。特別の事項を調査審議するため必要があるときは、特別委員を置くことができる。委員は学識経験のある者のうちから、特別委員は国会議員及び学識経験のある者のうちから内閣総理大臣が任命する。国会議員のうちから任命された特別委員は、国会議員の選挙区及び各選挙区において選挙すべき議員の数を定める具体案の作成については、その調査審議に加わることができない。

## 沿革

### 発足まで
選挙制度審議会の前身は、総理府設置法によって設けられた選挙制度調査会だとされる。新たに単独法によって、選挙制度審議会が設けられたのは、内閣が、権威の高い審議会を構成しようとしたからである。
選挙制度審議会設置法に定めれた選挙審議会の特徴は、(1) 内閣総理大臣の諮問に応じた調査審議のほか、自ら調査審議し総理大臣に意見を申し出ることができ、(2)政府は審議会からの答申又は意見の申し出があったときは、これを尊重しなければならない点にある。ただし、政府の答申尊重義務を定めた第3条は、1999年の中央省庁等改革のための国の行政組織関係法律の整備等に関する法律改正により現在は削除されている。
衆議院は、選挙制度審議会設置法の審議において、「当面急を要する事項について早急に行ない、選挙区制の根本的改正について調査審議を行なう場合には、特に慎重を期すること」ならびに「現行選挙区制のもとにおける衆議院議員の選挙区別人口と議員定数の不均衡をすみやかに是正すること」などの四項目の附帯決議を可決した。

### 第1次
会長 - 野村秀雄、副会長 - 宮沢俊義
期間 1961年6月15日 - 1962年6月14日
諮問: 選挙制度審議会設置法第2条第1項各号に掲げる事項に関し、選挙の公明化をはかるための方策を具体的に示されたい (1961年6月16日)。
第一次選挙制度審議会は、1961年12月26日に答申を行った。しかし、内閣は自民党との協議の末に、政治資金規制・公務員の立候補規制・連座制について、答申を修正して公職選挙法改正案を提出した。この対応について、審議会内では政府は答申を無視しているとの声が上がり、1961年2月22日には、政府に答申の尊重を求める決議、同27日には、定数是正問題以外について審議を中断する決議を行った。また、委員であった長谷部忠は、抗議のために委員の辞表を提出した。
一方、第一次選挙制度審議会は、(1)国会議員の選挙区別定数の不均衡の是正(2)その他選挙区制度の合理化を審議事項とする第四委員会を設置した。しかし、衆議院の附帯決議にもかかわらず、第四委員会は全10回にうちの第4回までを、中選挙区制下での定数不均衡の問題を先議するか、あるいは小選挙区制の導入を含めた中選挙区制の改廃問題を先議にするのかの議論に費やした。その後、定数不均衡問題の是正を小委員会で議論したが、定数是正について、任期の間に答申することはなかった。
答申に基づいて行われた公職選挙法改正案は、1962年5月7日に国会で成立した。

### 第2次
会長 - 阿部真之助、副会長 - 小島憲
期間 1962年11月27日 - 1963年11月26日
諮問:（第1次と同じ）
第二次選挙制度審議会は、定数是正が主な議題となり、選挙区制度を議論する第一委員会と切り離されて、選挙区別議員定数を議論する第二委員会が設けられた。この審議会は、1963年10月15日に答申を行ったが、定数の是正については、不均衡の著しい選挙区についてのみ是正を行う不徹底なものであり、しかも新たに8人区・6人区・2人区を設けて、定数を3人～5人とする中選挙区制の原則を無視するものであった。
その理由として、答申は、「議員定数の是正は、本来は、その前提となるその根本的検討とあわせて結論を出すべきもの」、(原則的な方法によれば）「その増減が多数の都道府県および多数の選挙区に及ぶ著しい変動をみることになり、現段階においては実際的でない」、「さしあたり、選挙区制についての根本的な解決のおこなわれるまでの是正措置」であるなどと説明した。
政府は、定数是正について早急に法案化して提出したが、衆議院が解散し定数是正は行われないまま総選挙が行われた。その後、政府は、第46回通常国会に法案を提出したが、国会において、中選挙区制の原則を守るために、原案の6人区および8人区については分区した一方、原案の2人区については減員をしない修正がなされ、1964年の6月に定数是正が実現した。

### 第3次・第4次・第5次
会長 - 高橋雄豺、副会長（第3次・第4次）- 矢部貞治、副会長（第5次）- 小島憲
期間 3次: 1964年8月29日 - 1965年8月28日
　
期間 4次: 1965年8月30日 - 1966年8月29日
期間 5次: 1966年11月11日 - 1967年11月10日
諮問: 選挙区制およびその他選挙制度の根本的改善をはかるための方策を具体的に示されたい (1964年9月14日) 。
第3次選挙制度審議会に対して、内閣は上記のような諮問を行った。そのため、「選挙区制」が討議の中心内容になったが、（1）小選挙区制（2）小選挙区比例代表制（3）中選挙区制2名連記の三案に集約がなされたが、任期中に答申が実現しなかった。
第4次選挙制度審議会は、委員全員が留任して第3次審議会を引き継いだが、第4次選挙制度審議会も答申をすることができなかった。社会・公明・共産の各党が小選挙区制の導入だけでなく、審議会で俎上にのった小選挙区比例代表制案に対しても反対論を唱えた。また、東京都議会は小選挙区制反対の意見書を全会一致で採択した。このような経緯から、当時の内閣総理大臣佐藤栄作が、都知事選での公明党との協力を見据えて、小選挙区制導入に消極的になったとの見方がなされた。
第5次選挙制度審議会は、4次の途中で欠員となった1名(猪木正道)と個人的事情で辞退した1名(中村菊男)の代わりに2名を新任した他は、第4次の委員が全員留任した。また、途中矢部貞治が死去により欠員が生じたが、後任には当初辞退した中村菊男があたった。
任期の前半1967年4月7日に、政治資金や連座制の強化を答申し、残りの期間を区制の議論に費やした。しかし、区制については、取りまとめた6案すべてが否決され、最終答申にも選挙区制について具体的な事項は盛り込まれなかった。さらに、政治資金規制案については、直後の国会で審議の末廃案になった際には、改正案を近く国会に提出するように決議を行った。

### 第6次
会長 - 高橋雄豺、副会長 - 小島憲
期間 1969年5月20日 - 1970年5月19日
諮問: (第3次 — 第5次と同じ)
第6次選挙制度審議会は、参議院議員選挙を中心に議論し、衆議院の「区制問題」については議論しなかった。1970年5月20日に参議院の地方区での6増6減案を答申した。しかし、この案はすぐには反映されずに、参議院の地方区の定数是正が行われたのは、1994年が最初である。

### 第7次
会長 - 高橋雄豺、副会長 - 小島憲
期間 1970年12月22日 - 1972年12月21日
諮問: 政党本位の選挙を実現するための選挙制度全般を通ずる根本的改善策を具体的に示されたい(1970年12月24日)。
第7次選挙制度審議会は、任期の途中の1971年3月の選挙制度審議会設置法の改正により任期が2年になり、当時すでに始まっていた任期は1年延長された。再び「選挙区制」が大きな話題になったが、答申を得ることなく、1972年12月21日に報告をすることによって終わった。しかし、この報告を受けて田中角栄は公職選挙法の改正案の提出を画策し、ゲリマンダーにかけてカクマンダーとの批判を浴びることになった。
国会では単に7次審(ななじしん、しちじしん)とも呼ばれる。

### 第8次
会長 - 小林與三次、副会長 - 佐藤功
期間 1989年6月28日 - 1991年6月27日
第８次選挙制度審議会は、竹下内閣で設置を決定し、宇野内閣の下に発足し、海部内閣に引き継がれた。「選挙制度及び政治資金制度の根本的改革のための方策」が諮問内容であった。この審議会は、1990年4月26日に第一次答申、同7月31日に第二次答申を出した。また、1991年6月1日の海部内閣の衆議院の区割り諮問に対し、6月25日に区割を答申した。
第一次答申には、衆議院の中選挙区制廃止および小選挙区比例代表並立制の導入、政治資金規制の強化が盛り込まれた。一方、第二次答申には、参議院への非拘束名簿式の導入および、政党への公的助成の導入についての具体的な答申がなされた。
単に8次審(はちじしん)とも呼ばれる。次回の設置があれば、9次審(くじしん)となる。

#### これまでの審議会との違い
第8次審議会は、特別委員としての国会議員が選ばれなかったところに特徴がある。またこの審議会は、今日においても未だ審議会の速記録が公開されておらず、当時も問題にされた。国会での追求に対し、海部首相らは「審議会の第１回会合で、全委員が自由活発な意見を交換するため、非公開にするとの申し合わせをした」と答弁し、速記録の公開を拒否した。

### 註釈
1. ↑  当初は30名以内で組織されたが、1999年の法改正で27名に削減された。しかし削減以降現在にいたるまで選挙制度審議会は組織されていない。